# XPilot
XPilot är ett datorspel som liknar Asteroids och är huvudsakligen inriktat på multiplayer. Det använder öppen källkod, är GNU GPL-licenserat och kan köras på de flesta plattformar. Spelet är i 2D-miljö, och det är ett exempel på en tidig tredjepersonsskjutare.
Spelets grafiska stil har fortfarande likheter med Asteroids trots att den har förbättrats allt eftersom. Spelstilen i XPilot inkluderar capture the flag, base defense, racing och deathmatch.

## XPilot-ng
En grupp utvecklare började sent år 2000 bygga en ny förgrening av XPilot-utvecklingen, vilken fick namnet XPilot-ng (ng står för next generation). Den ursprungliga förgreningen fortsatte utvecklas separat till vad som nu kallas XPilot5.
XPilots senaste stabila version är 4.5.4 och utgavs 2006-05-12. XPilot-ngs senaste stabila version är 4.7.2. XPilot5:s senaste stabila version är 5.0.0a6. XPilot-ng och XPilot5 är kompatibla (klienter och servrar kan kommunicera med varandra), dock erbjuder de inte samma finesser.
XPilot-ng är programmerat i C och innehåller två klienter, antingen en X11-baserad eller en SDL- och OpenGL-baserad.

## Banbrytande aspekter hos XPilot
XPilot är ett tidigt exempel på ett framgångsrikt multiplayerspel. Dess popularitet kan bero på att det använde öppen källkod och att dess tekniska egenskaper inberäknade:
- Ursprunglig implementering på X Window System vilket var tillgängligt på en bred variation av arbetsstationer
- Metaservrar tillät användare att bläddra och sedan navigera till andra servrar i drift var som helst på internet
- Den sparsamma grafiken banade väg för en realistisk fysik

Spelet lade på dessa sätt grunden för de massiva multiplayerspel som följde.

## XPilots Community
XPilots utvecklade multiplayerfunktionalitet gav upphov till att en sammansvetsad community bildades via XPilots innovativa, inbyggda chattfunktion. Spelarna kunde hålla kontakt med varandra inne i spelet och den kontakten förstärktes genom att de använde nyhetsgrupper som alt.games.xpilot och senare rec.games.computer.xpilot. Detta gjorde bland annat att det gick att organisera internationella tävlingar och mediautveckling. När den första HTML-koden släpptes tillsammans med webbrowsern Mosaic blev XPilot det första spel som fick en stor internetmanual (XPilots nybörjarmanual, 1994). 60 personer bidrog till projektet och över 160 sidor kodades för hand.